# Zeta Draconis
Zeta Draconis (Aldhibah, ζ Dra) – gwiazda w gwiazdozbiorze Smoka, odległa od Słońca o około 328 lat świetlnych.

## Nazwa
Tradycyjna nazwa Aldhibah (lub Al Dhibain) odnosi się do pary gwiazd w gwiazdozbiorze Smoka, Zeta i eta Draconis. Pochodzi ona z języka arabskiego: ‏الذّئبين‎ Al Dhīʼbain oznacza „parę hien” lub „wilków”. Można je było odróżnić, dodając do nazwy łacińskie określenie Posterior („tylna”), co wskazuje, że z obrotem sfery niebieskiej podąża ona za poprzedzającą eta Draconis. Wskazuje ona także „trzeci węzeł” ciała Smoka, może więc być nazywana Nodus Tertius. Międzynarodowa Unia Astronomiczna w 2017 roku formalnie zatwierdziła użycie nazwy Aldhibah dla określenia tej gwiazdy.

## Charakterystyka
Zeta Draconis jest błękitną gwiazdą, należącą do typu widmowego B6. Została sklasyfikowana jako olbrzym, ale bardziej prawdopodobne jest, że jest to podolbrzym, który właśnie kończy okres przemiany wodoru w hel. Jest 1150 razy jaśniejsza niż Słońce, ma 6,8 raza większą średnicę i 4,5–5 razy większą masę. Ma temperaturę 12 900 K.
Zeta Draconis jest północną gwiazdą polarną Jowisza. Północny biegun ekliptyki leży pomiędzy gwiazdami Delta i Zeta Draconis; blisko niego znajduje się także biegun niebieski planety Wenus.
Jest to gwiazda podwójna, w odległości 0,1 sekundy kątowej od gwiazdy został zaobserwowany jej towarzysz o obserwowanej wielkości gwiazdowej 4,2m (pomiar z 1994 roku).